# Swartzia
|  | Dieser Artikel wurde aufgrund von formalen oder inhaltlichen Mängeln in der Qualitätssicherung Biologie im Abschnitt „Pflanzen“ zur Verbesserung eingetragen. Dies geschieht, um die Qualität der Biologie-Artikel auf ein akzeptables Niveau zu bringen. Bitte hilf mit, diesen Artikel zu verbessern! Artikel, die nicht signifikant verbessert werden, können gegebenenfalls gelöscht werden. Lies dazu auch die näheren Informationen in den Mindestanforderungen an Biologie-Artikel. |

Swartzia ist eine Pflanzengattung in der Unterfamilie der Schmetterlingsblütler (Faboideae) innerhalb der Familie der Hülsenfrüchtler (Fabaceae). Die etwa 150 Swartzia-Arten sind in der Neotropis verbreitet. Das Holz von zumindest einigen Swartzia-Arten besitzt eine höhere spezifische Dichte als Wasser und ist besonders hart, deshalb werden diese Arten häufig auch mit Eisenholz bezeichnet.

## Beschreibung

### Vegetative Merkmale
Swartzia-Arten sind verholzende Pflanzen und wachsen meist als Bäume, seltener als Sträucher oder als Lianen.
Die Laubblätter sind in Blattstiel und -spreite gegliedert. Der Blattstiel und die Blattrhachis sind öfters geflügelt oder gerandet bis rinnig. Die Blattspreiten sind unpaarig gefiedert, mit selten einem bis vielen Blättchen. Die Blättchen sind meist gegen- bis wechselständig angeordnet und oft schwach behaart. Es sind beständige oder meist abfallende Nebenblätter und teils Nebenblättchen ausgebildet.

### Generative Merkmale
Es werden meist traubige, seltener Rispe Blütenstände gebildet, sie erscheinen end- oder achsel-, sowie über- und unterachsel- oder knotenständig, selten erscheinen die meist gestielten Blüten einzeln. Die kleinen Trag- und Deckblätter sind abfallend.
Die zwittrigen und weißen bis orangen, gelben oder violetten Blüten besitzen eine einfache oder doppelte Blütenhülle. Der Kelch reißt mit zwei bis fünf Lappen auf. Es sind bis zu drei, meist aber nur eins, große, meist genagelte Kronblätter vorhanden oder sie fehlen ganz. Es sind viele, oft dimorphe, freie oder an der Basis verwachsene Staubblätter in teils mehreren ungleichen Serien vorhanden. Die Staubbeutel sind dorsifix. Die oberständigen Stempel sind gestielt bis gynophor. Der mehr oder weniger lange Griffel ist end- oder seitenständig. Die Narbe ist klein.
Es werden ein- bis mehrsamige, öffnende oder nicht öffnende, glatte bis raue, ein- bis mehrsamige, ledrige bis fleischige, flache bis rundliche Hülsenfrüchte gebildet. Sie sind an den Samen oft eingeschnürt. Die Samen können einen gefärbten Arillus besitzen.

## Systematik
Die Gattung Swartzia wurde 1791 durch Johann Christian von Schreber in Genera Plantarum, Band 2, S. 518 aufgestellt. Der Gattungsname Swartzia ehrt den schwedischen Botaniker Olof Peter Swartz (1760–1818). Typusart ist Swartzia alata Willd. Homonyme sind Swartzia Brid., Journal für die Botanik 1800, (2), 1801, S. 289 und Swartzia J.F.Gmel., Systema Naturae ... editio decima tertia, aucta, reformata, 2, S. 360. Synonyme für Swartzia L. sind: Possira Aubl., Rittera Schreb., Riveria Kunth, Tounatea Aubl.
Die Gattung Swartzia gehört zur Tribus Swartzieae in der Unterfamilie Faboideae innerhalb der Familie Fabaceae.
Die hier eingeordneten afrikanischen Arten Swartzia fistuloides Harms und Swartzia madagascariensis (Taub.) Desv. wurden seit Kirkbride 1997 nach Kenntnisstand des letzten Jahrhunderts in die von ihm aufgestellte Gattung Bobgunnia J.H.Kirkbr. & Wiersema ausgegliedert, seitdem sind alle verbleibenden Swartzia-Arten in der Neotropis heimisch. Nach Magalhães et al. 2006 sollten nach molekulargenetischen Merkmalen die beiden Arten aber wieder in die Gattung Swartzia gestellt werden.
Die Gattung Swartzia wird nach Magalhães et al. 2006 in zwei Sektionen untergliedert:
- Sektion Possira (Aubl.) DC.
- Sektion Swartzia: Sie wird in zwei Untersektionen gegliedert.
  - Untersektion Swartzia
  - Untersektion Terminales R.S.Cowan

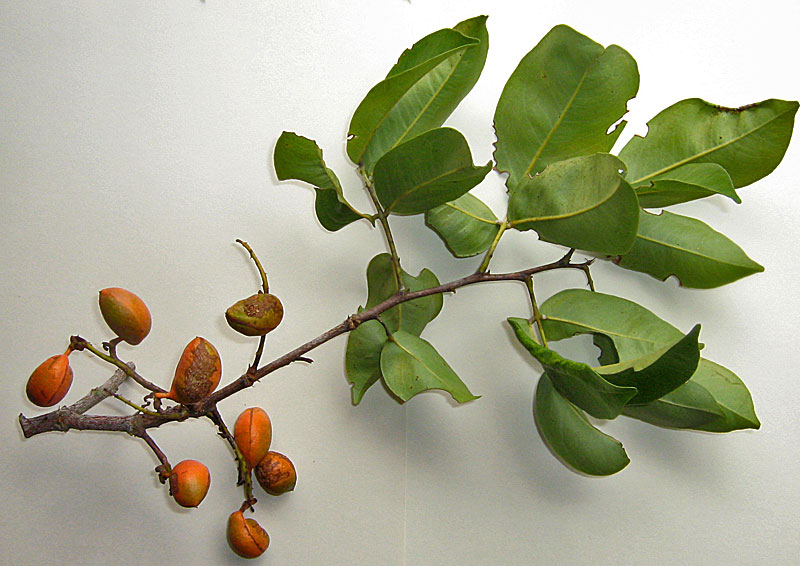
Swartzia apetala

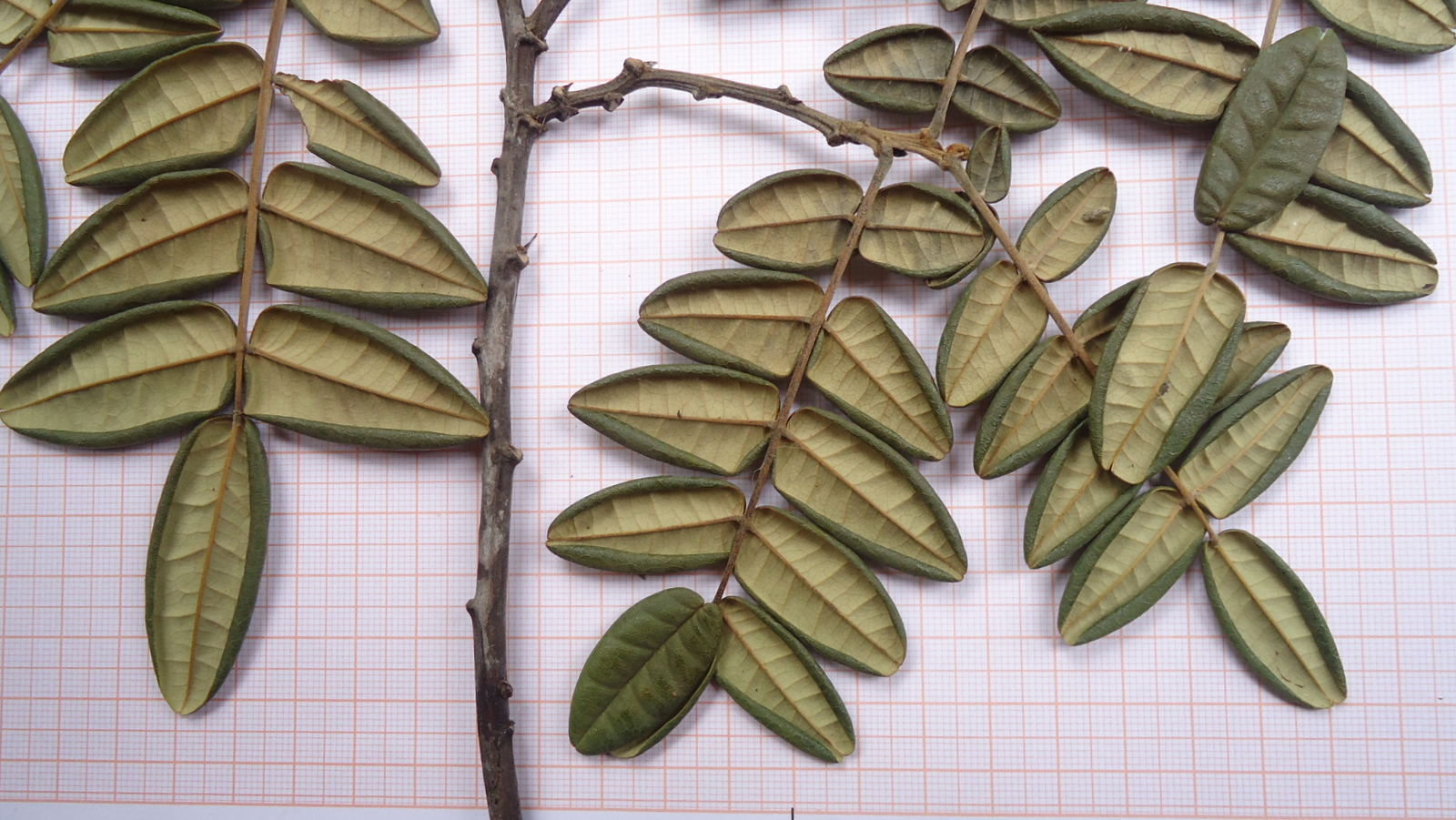
Swartzia arenophila

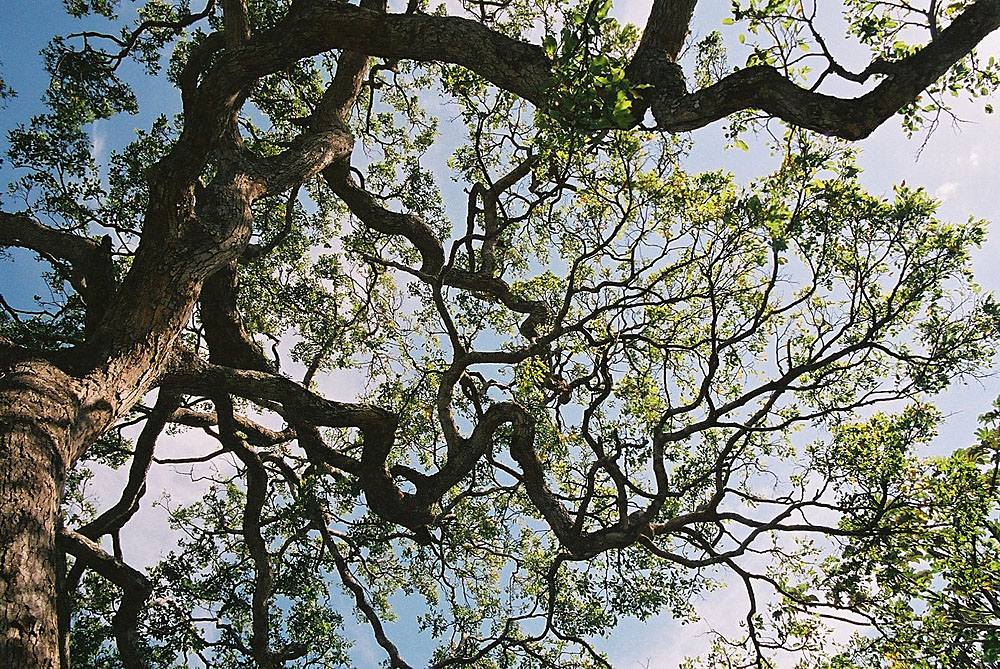
Swartzia jorori

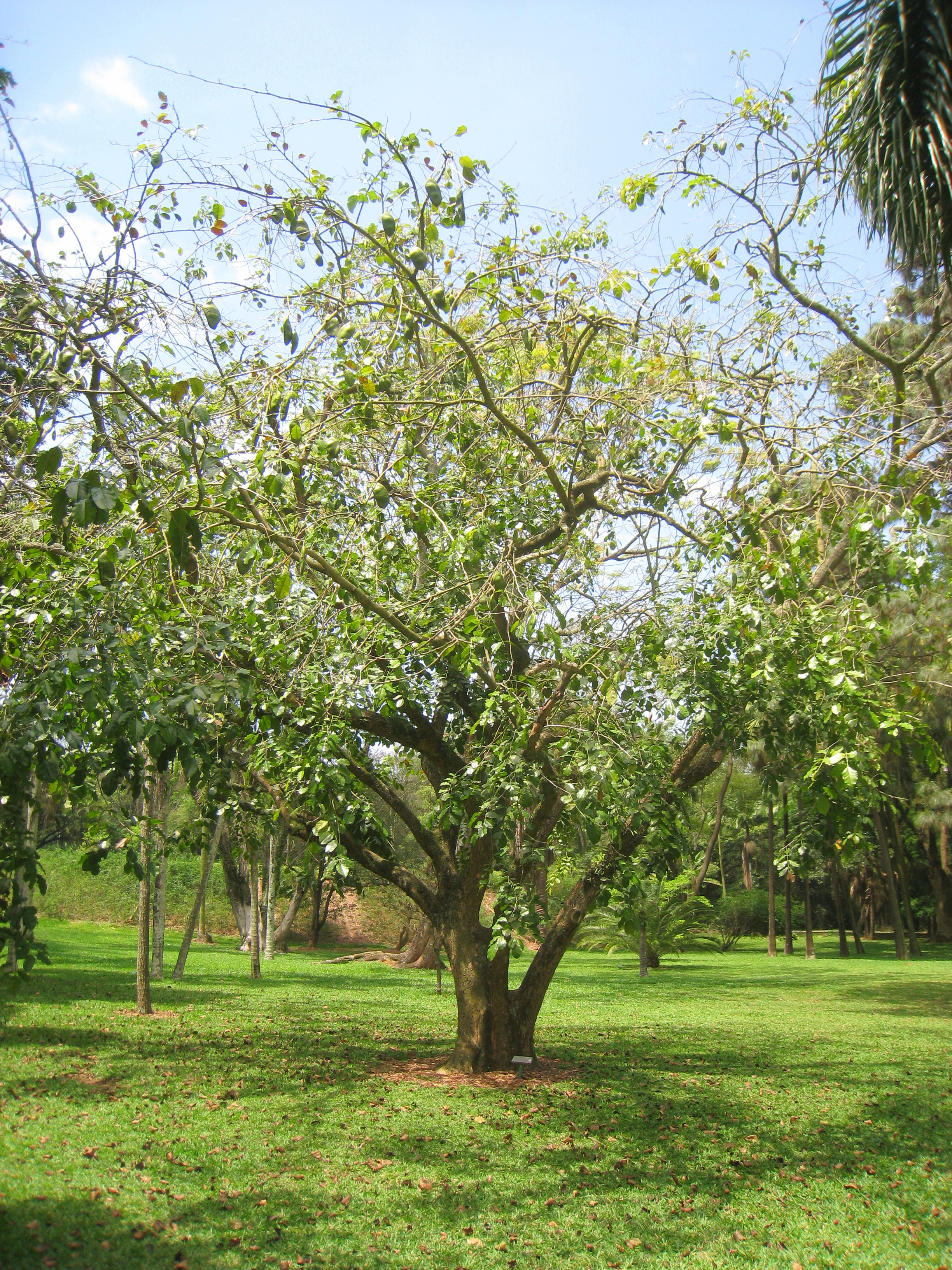
Habitus von Swartzia langsdorffii

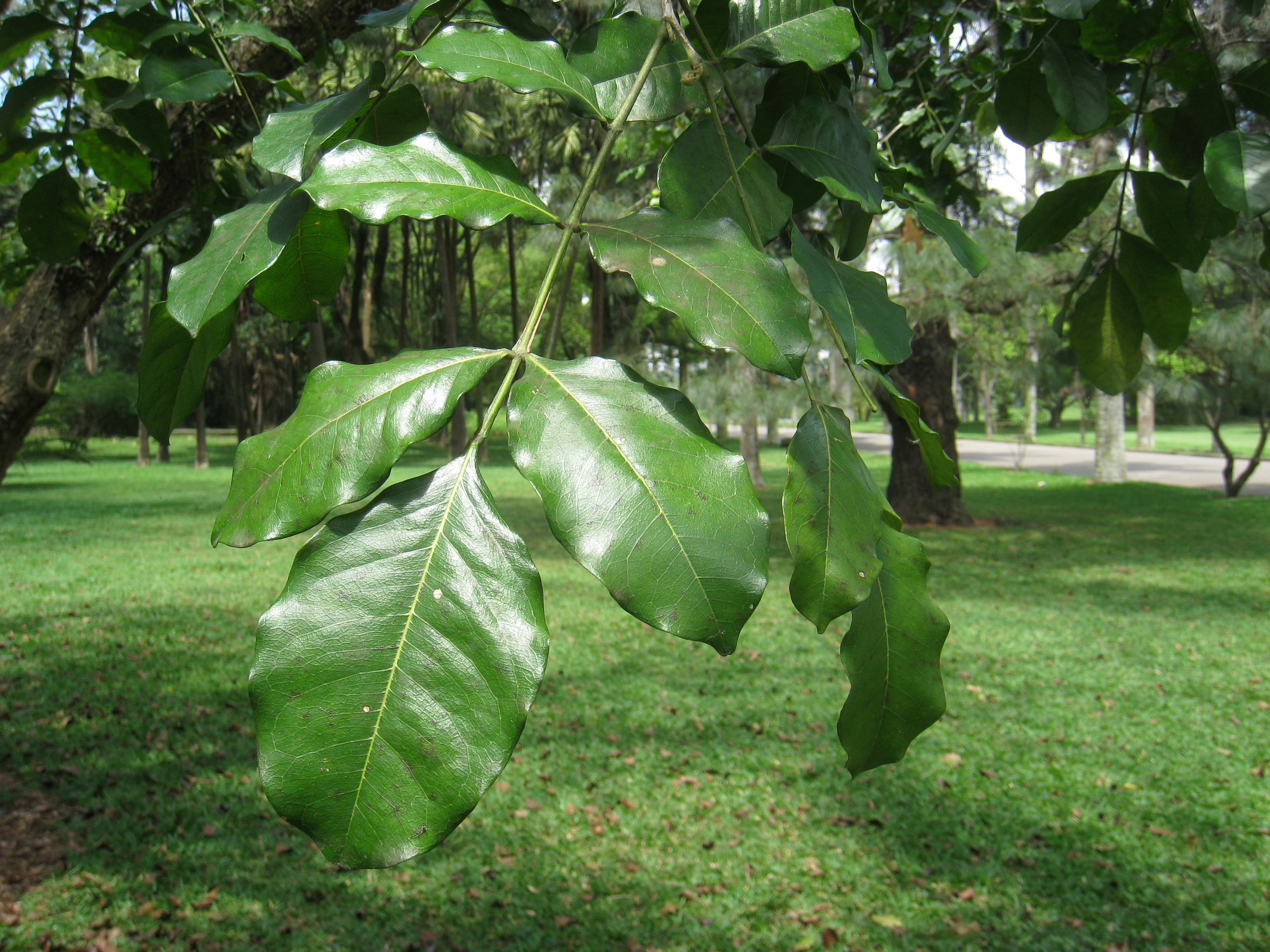
Unpaarig gefiedertes Laubblatt von Swartzia langsdorffii

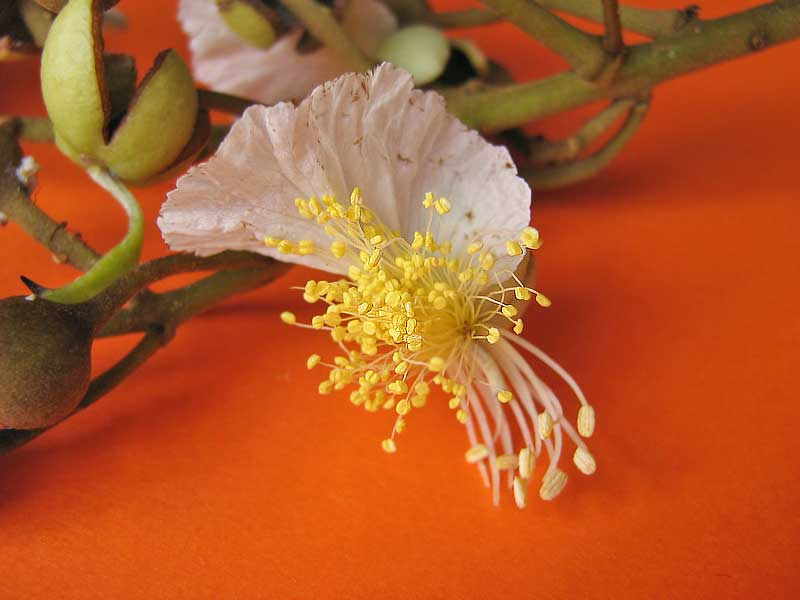
Swartzia polita

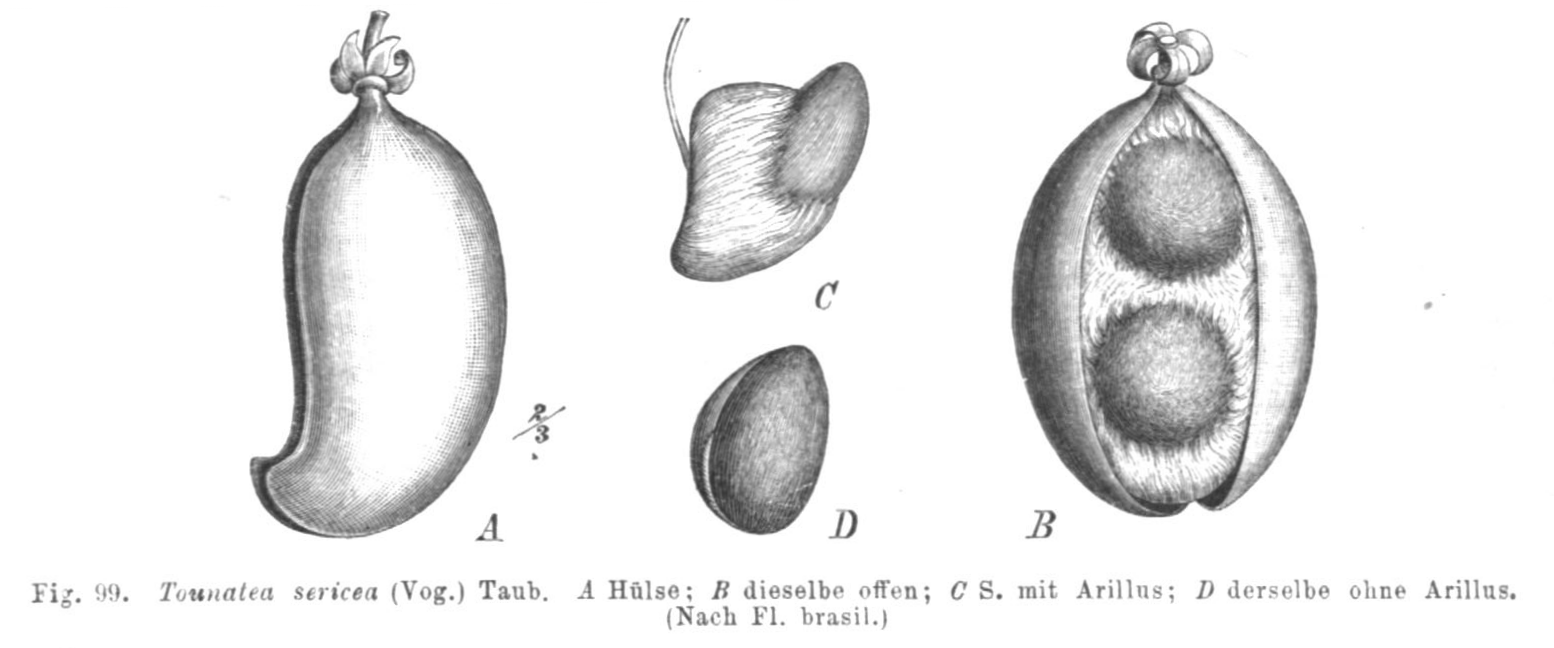
Illustration von Hülsenfrucht und Samen von Swartzia sericea

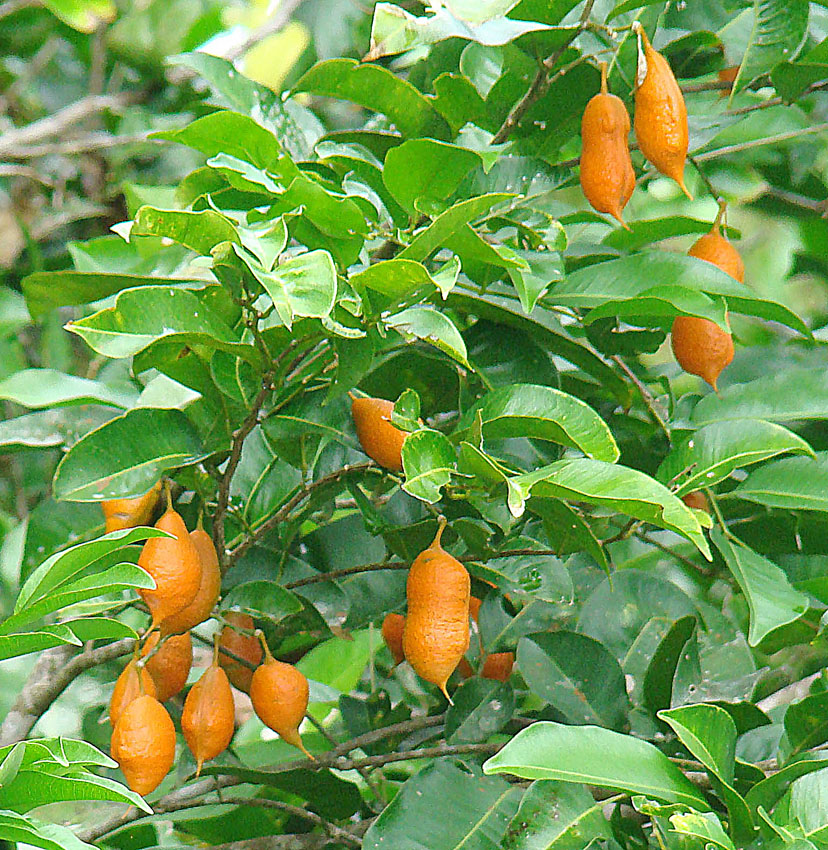
Früchte von Swartia simplex

Es gibt je nach Autor etwa 150 Swartzia-Arten:
- Swartzia acreana Cowan: Sie kommt in Brasilien und in Bolivien vor.[6]
- Swartzia acutifolia Vogel
- Swartzia amazonica S.Moore
- Swartzia amplifolia Harms
- Swartzia amshoffiana Cowan
- Swartzia angustifoliola Schery
- Swartzia anomala Cowan
- Swartzia apetala Raddi
- Swartzia apiculata Cowan
- Swartzia aptera DC.
- Swartzia arborescens (Aubl.) Pittier
- Swartzia arenophila R.B.Pinto, Torke & Mansano
- Swartzia argentea Benth.
- Swartzia aureosericea Cowan
- Swartzia auriculata Poepp.
- Swartzia bahiensis Cowan
- Swartzia bannia Sandwith
- Swartzia benthamiana Miq.
- Swartzia bombycina Cowan
- Swartzia brachyrachis Harms
- Swartzia buntingii Cowan
- Swartzia cabrerae Cowan
- Swartzia calva Cowan
- Swartzia cardiosperma Benth.
- Swartzia caribaea Griseb.
- Swartzia caudata Cowan
- Swartzia conferta Benth.
- Swartzia corrugata Benth.
- Swartzia costata (Rusby) Cowan
- Swartzia cowanii Steyerm.
- Swartzia cubensis (Britton & Wilson) Standl.
- Swartzia cupavenensis Cowan
- Swartzia curranii Cowan
- Swartzia cuspidata Benth.
- Swartzia davisii Sandwith
- Swartzia dipetala Vogel
- Swartzia discocarpa Ducke
- Swartzia dolichopoda R.S.Cowan
- Swartzia eriocarpa Benth.
- Swartzia fanshawei Cowan
- Swartzia fimbriata Ducke
- Swartzia flaemingii Raddi
- Swartzia floribunda Benth.
- Swartzia foliolosa Cowan
- Swartzia fraterna Cowan
- Swartzia froesii Cowan
- Swartzia glazioviana (Taub.) Glaz.
- Swartzia grandifolia Benth.
- Swartzia grazielana Rizzini
- Swartzia guatemalensis (Donn.Sm.) Pittier
- Swartzia guianensis (Aubl.) Urb.
- Swartzia haughtii Cowan
- Swartzia hostmannii Benth.
- Swartzia huallagae D.R.Simpson
- Swartzia ingaefolia Ducke
- Swartzia iniridensis Cowan
- Swartzia jenmanii Sandwith
- Swartzia jorori Harms
- Swartzia katawa Cowan
- Swartzia krukovii Cowan
- Swartzia laevicarpa Amshoff
- Swartzia lamellata Ducke
- Swartzia langsdorffii Raddi
- Swartzia latifolia Benth.
- Swartzia laurifolia Benth.
- Swartzia laxiflora Benth.
- Swartzia leblondii Cowan
- Swartzia leiocalycina Benth.
- Swartzia leiogyne (Sandwith) Cowan
- Swartzia leptopetala Benth.
- Swartzia littlei Cowan
- Swartzia longicarpa Amshoff
- Swartzia longipedicellata Sandwith
- Swartzia longistipitata Ducke
- Swartzia lucida Cowan
- Swartzia macrocarpa Benth.
- Swartzia macrophylla Vogel
- Swartzia macrosema Harms
- Swartzia macrostachya Benth.
- Swartzia magdalenae Britton & Killip
- Swartzia maguirei Cowan
- Swartzia mangabalensis Cowan
- Swartzia martii Benth.
- Swartzia mayana Lundell
- Swartzia micrantha Cowan
- Swartzia microcarpa Benth.
- Swartzia monachiana Cowan
- Swartzia mucronifera Cowan
- Swartzia multijuga Vogel
- Swartzia myrtifolia Sm.
- Swartzia nuda Schery
- Swartzia oblanceolata Sandwith
- Swartzia oblata Cowan
- Swartzia oblonga Benth.
- Swartzia obscura Huber
- Swartzia oraria Cowan
- Swartzia oriximinaensis Cowan
- Swartzia pachyphylla Harms
- Swartzia panacoco (Aubl.) Cowan
- Swartzia panamensis Benth.
- Swartzia parvifolia Schery
- Swartzia pendula Benth.
- Swartzia peremarginata Cowan
- Swartzia pernitida Cowan
- Swartzia phaneroptera Standl.
- Swartzia piarensis Cowan
- Swartzia pickelii Ducke
- Swartzia picta Benth.
- Swartzia pilulifera Benth.
- Swartzia pinheiroana Cowan
- Swartzia pinnata (Vahl) Willd.
- Swartzia pittieri Schery
- Swartzia polita (R.S.Cowan) Torke
- Swartzia polyphylla DC.
- Swartzia prolata Cowan
- Swartzia racemosa Benth.
- Swartzia recurva Poepp.
- Swartzia rediviva Cowan
- Swartzia remiger Amshoff
- Swartzia reticulata Ducke
- Swartzia riedelii Cowan
- Swartzia robiniifolia Willd. ex Vogel
- Swartzia santanderensis Cowan
- Swartzia schomburgkii Benth.
- Swartzia schultesii Cowan
- Swartzia schunkei Cowan
- Swartzia sericea Vogel
- Swartzia simplex (Sw.) Spreng.
- Swartzia sprucei Benth.
- Swartzia steyermarkii Cowan
- Swartzia stipellata Cowan
- Swartzia sumorum A.R.Molina
- Swartzia tessmannii Harms
- Swartzia tillettii Cowan
- Swartzia tomentifera (Ducke) Ducke
- Swartzia trianae Benth.
- Swartzia trinitensis Urb.
- Swartzia ulei Harms
- Swartzia vaupesiana Cowan
- Swartzia velutina Benth.
- Swartzia wurdackii R.S.Cowan: Sie kommt in Venezuela vor.[6]